# Hatakeyama Masanaga
Hatakeyama Masanaga est un nom japonais traditionnel ; le nom de famille (ou le nom d'école), Hatakeyama, précède donc le prénom (ou le nom d'artiste).
Hatakeyama Masanaga (畠山 政長, 1442-9 juin 1493) est un daimyo du clan Hatakeyama et, selon certains témoignages, inventeur du horo, manteau raidi utilisé par les messagers et les gardes du corps afin d'améliorer leur visibilité sur le champ de bataille et d'écarter les flèches.
Masanaga est surtout connu pour sa rivalité en 1467 avec Hatakeyama Yoshinari relativement à la position de kanrei. Cette rivalité trouve son origine dans un conflit de plus grande ampleur entre Hosokawa Katsumoto et Yamana Sōzen qui débouche finalement sur la guerre d'Ōnin. Masanaga et Yoshinari restent pour l'essentiel dans une impasse pendant une grande partie de cette période car Yamana et Hosokawa Katsumoto ont averti que le premier à s'engager dans la bataille au sein de la capitale serait déclaré rebelle. Devenir un « rebelle » signifiait perdre alliances et honneur. Tous deux sont cependant rapidement entraînés dans la grande guerre et Hatakeyama Masanaga finit par combattre Ōuchi Masahiro, un des généraux de Yamana.

## Source de la traduction
- (en) Cet article est partiellement ou en totalité issu de l’article de Wikipédia en anglais intitulé « Hatakeyama Masanaga » (voir la liste des auteurs).